# Venusberg (Lummen)
De Venusberg is een Diestiaanheuvel in de gemeente Lummen, gelegen in de Belgische provincie Limburg.
Deze getuigenheuvel, gelegen te Meldert, bevindt zich op ongeveer 60 meter boven de zeespiegel en was een zandbank van de Diestiaanzee die zich 7 miljoen jaar geleden terugtrok. De 'berg' dankt zijn naam aan de vele vennen op de heuvel. Al in 1665 werd van Venderberch gesproken. De vele prehistorische vondsten in de omgeving maken duidelijk dat de Venusberg al in de prehistorie een drukbezochte plaats was.
De heuvel wordt gekenmerkt door een uniek landschap met een hoge ecologische waarde. Holle wegen voeren naar de top omhoog. Naast de droge heide treft men ook natte heide aan. De natte biotopen op die hoogte zijn uniek en zijn ontstaan door de ondoordringbare ijzerzandsteen ‘kwelbronnen’ die er ontspringen op de flanken. De top van de Venusberg biedt een weids panorama over de vallei van de Zwarte Beek. De vereniging Natuurpunt heeft de heide hersteld.
In juni 2008 werd op en rond de Venusberg een nieuw wandelgebied geopend.